# Hemicircus concretus
Hemicircus concretus là một loài chim trong họ Picidae.
Đây là loài đặc hữu của đảo Java ở Indonesia. Hemicircus concretus và Hemicircus sordidus trước đây đã gộp lại với nhau thành H. concretus.